# Вчительська семінарія (Новочеркаськ)
Вчительська семінарія (рос. Учительская семинария)  — колишній навчальний заклад у Новочеркаську. Будівля знаходиться в центрі міста на перетині Платовского проспекту 63 і Пушкінської вулиці 47 (колишньої Поштової). Нині в будівлі функціонує Суворовське училище МВС РФ. Будівля є об'єктом культурної спадщини регіонального значення.

## Історія
Будівлю було зведено у другій половині ХІХ століття, там був прибутковий будинок, власність інженера-механіка Д. І. Жученкова. У 1878 році в ньому почала працювати учительська семінарія, заснована в жовтні роком раніше. Однак, за іншими даними, будівлю звели тільки в 1885 році. При училищі відкрили також двокласну зразкову школу. У 1904-1906 роках (згідно меморіальній табличці 1967 року — у 1907-1908) в семінарії вів заняття з російської і слов'янської мови літератор і драматург К. А. Треньов, редактор новочеркасських газет «Донська життя» і «Донська мова».
Вчительська семінарія розташовувалася не в усій споруді, частина будівлі була відведена аптеці та іншим орендарям. У 1912—1914 роках була проведена реконструкція будинку, автор проекту — архітектор С. І. Болдирєв, внаслідок чого зовнішній вигляд будівлі частково змінився. Якщо вірити результатам дослідження фасадів, зміни торкнулися в основному приміщення першого поверху.
Дана будівля є типовою для Новочеркаська кінця XIX — початку XX століття, є прикладом житлової та соціальної архітектури, закріплює кут кварталу. Велику культурну цінність представляють декоративні прикраси головних фасадів будівлі, зроблені в так званому «цегляному стилі», який часто зустрічався в Ростовській області та Новочеркаську зокрема. Його характерною рисою є цегельні стіни, деталі декору, вертикальні і горизонтальні членування, при цьому дверні і віконні наличникі, а також карнизи мали тягнуті штукатурні профілі.
Будівля в плані — прямокутна, більш довгою стороною на лінії захід-схід. На південному фасаді знаходиться великий ордер чотириколонного портика в рівні другого поверху і мезоніна. Портик знаходиться на перекритій коробовим склепінням галереї першого поверху, в центрі її знаходиться основний вхід у будівлю. На північному фасаді розташований пілястровий портик, габарити і структура схожі з колонним південним. На бічних фасадах є ковані металеві кронштейни, які утримували побудовані в цих місцях балкони, вони в даний час не збереглися.
З 1923 року в будівлі розташовувалися міліцейські навчальні заклади: 3-тя донська школа середнього начальницького складу, реорганізована в 1946 році в Новочеркаську школу міліції НКВС. У 1991 році утворено Новочеркаське середнє училище МВС РФ (за прикладом суворовського), а потім перейменовано в Суворовське військове училище МВС.